# Father Is That Enough?
Father Is That Enough? è il primo singolo estratto da G., il terzo album in studio della rock band svizzera Gotthard. È stato pubblicato nell'ottobre del 1995, circa due mesi prima dell'uscita dell'album.
Il chitarrista Leo Leoni ha spiegato in un'intervista che la canzone tratta del rapporto tra padre e figlio, di come uno voglia sempre qualcosa dall'altro e viceversa.

## Tracce
Tutte le canzoni sono state composte da Steve Lee, Leo Leoni e Chris von Rohr.
CD-Maxi Ariola 74321-31689-2
1. Father Is That Enough? – 4:01
2. Movin' On – 3:22
3. Lay Down the Law – 3:38

## Classifiche
| Classifica (1995) | Posizione massima |
| ----------------- | ----------------- |
| Svizzera          | 21                |